# Sathonay-Camp
Sathonay-Camp este o comună în departamentul Rhône din sud-estul Franței. În 2009 avea o populație de 4.231 de locuitori.

## Evoluția populației
| An        | 1975  | 1982  | 1990  | 1999  | 2006  | 2009  |
| --------- | ----- | ----- | ----- | ----- | ----- | ----- |
| Populație | 3.716 | 4.352 | 4.673 | 4.336 | 4.171 | 4.231 |